# Балка Ведмежа
Ба́лка Ведме́жа (рос. Балка Ведмежья) — річка в Україні, у Кремінському районі Луганської області. Права притока Красної (басейн Дону).

## Опис
Довжина річки приблизно 16,7 км, найкоротша відстань між витоком і гирлом — 13,77 км, коефіцієнт звивистості річки — 1,17. Річка формується 6 безіменними струмками та 8 загатами. На деяких ділянках річка пересихає.

## Розташування
Бере початок на південно-східній стороні від села Нововодяного. Тече переважно на південний схід через села Площанку та Червонопопівку і впадає в річку Красну, ліву притоку Сіверського Дінця.
Населені пункти вздовж берегової смуги: Залиман, Голикове.